# Fagbladet 3F
Fagbladet 3F er et dansk fagblad, der udgives 8 gange årligt af fagforbundet 3F. Med sit oplag på 270.000 er det Danmarks største print fagblad.. Derudover er Fagbladet 3F et ambitiøst digitalt mediesite, der dagligt udgiver historier om arbejdsmarkedet og samfundet set fra faglærtes og ufaglærtes perspektiv.
Bladet blev etableret i 2005, hvor 3F blev dannet og har siden været kendt for sin høje journalistiske standard. Bladet modtog Anders Bordings Journalistpris i 2005, 2006, 2009, 2013, 2017, 2019 og 2023. Samt Anders Bordings Mediepris i 2009 og 2011 og prisen for Fremragende Undersøgende Journalistisk i 2009, 2010, 2011, 2012 og 2013. Fagbladet 3F har derudover vundet en række andre specialpriser. 
I 2011 og 2021 var bladet desuden nomineret til Cavlingprisen. Ofte citeres artikler fra Fagbladet 3F i andre medier. 
I 2018 vandt Fagbladet 3Fs journalister Karsten Østergaard og David Rebouh Kristian Dahls Mindelegat for historierne om udbuddet på den nye Storstrømsbro, der afslører, at italienske entreprenørfirmaer vandt udbuddet på et tvivlsomt grundlag.
I oktober 2018 afslørede Fagbladet 3F, at en række filippinske lastbilchauffører, der var ansat hos Kurt Beier Transport, boede under kummerlige forhold i en slumlejr i Padborg.
Fagbladet 3F er medlem af Danske Specialmedier.